# Poiretia compressa
Poiretia compressa is een slakkensoort uit de familie van de Oleacinidae. De wetenschappelijke naam van de soort is voor het eerst geldig gepubliceerd in 1859 door Mousson.